# Escuela Normal Superior José María Torres
La Escuela Normal Superior "José María Torres" es la primera escuela normal argentina,  homónima y una de las escuelas creadas durante el mandato presidencial de Domingo Faustino Sarmiento.

## Historia

### Ley de creación de la escuela
En octubre de 1869 el Congreso sancionó una Ley de autorización al Poder Ejecutivo para verificar los gastos de creación de dos Escuelas Normales, una en Paraná y otra en Tucumán, destinadas a formar Preceptores/as de instrucción primaria. Seguidamente, el presidente y su ministro Nicolás Avellaneda decretaron el 13 de junio de 1870 la instalación de una Escuela Normal en la ciudad de Paraná, que comenzó a funcionar en 1871, con un plan de estudios de cuatro años de duración al que se sumó el Profesorado. Si bien era mixta, durante varios años recibió solo varones. En los inicios, el Estado nacional –y en menor medida los estados provinciales y municipales- destinaron recursos para financiar becas a los alumnos maestros, logrando una amplia cobertura. Se consideraba que los alumnos de las Escuelas Normales eran empleados estatales desde el primer año que recibían la beca y se les hacía firmar a sus tutores un documento donde se los obligaba a ejercer la docencia durante un cierto período, después de recibidos. Además, de acuerdo al Reglamento, el Ministerio debía distribuir entre todos los alumnos maestros los libros y útiles necesarios.
La escuela se creó como resultado de la aplicación de una ley dictada el 6 de octubre de 1870, reglamentada mediante un decreto del 13 de julio de 1870.
Dicho decreto dispuso que la escuela funcione en el lugar donde había tenido su sede el gobierno de la Confederación en Paraná. Las clases comenzaron en 1871.
Luego se aprobó el 8 de julio de 1884, la Ley 1420 que fue la piedra fundacional del sistema educativo nacional argentino, resultado de fuertes debates en el Congreso Nacional. Esta ley madre  estableció la instrucción primaria obligatoria, gratuita y gradual. La obligatoriedad suponía la existencia de la escuela pública al alcance de todos los niños, medio para el acceso a un conjunto mínimo de conocimientos, también estipulados por ley. Los padres estaban obligados a dar educación a sus hijos. Por último, la formación de maestros, el financiamiento de las escuelas públicas y el control de la educación  fuera  pública o privada  quedó en manos del Estado.

### Misión de la escuela
Tenía como principal  misión la formación de maestros para escuelas comunes, su primer director fue el profesor estadounidense Jorge A. Stearns. De   igual nacionalidad fueron las primeras maestras que tuvo la escuela. La Escuela Normal de Paraná sirvió de modelo y norma para establecimientos similares creadas en el país.

### Nombre de la escuela
La escuela lleva el nombre de su segundo director, el pedagogo español José María Torres. Muchos pedagogos e historiadores locales que han estudiado la historia de la escuela, la han dividido en diferentes momentos: allí podemos ubicar que entre 1931 y 1932 (tercer período) se le da el nombre que actualmente posee.

'La Escuela Normal de Paraná Monumento Histórico Nacional'
Es importante el reconocimiento que se le da al edificio escolar, como monumento que condensa la historia de la educación argentina: 
El Senado y Cámara de Diputados de la Nación Argentina reunidas en Congreso sancionaron con fuerza de Ley 
Artículo 1º: Declárese monumento histórico nacional, los términos de esta ley.
           Artículo 1º.- Declárase monumento histórico nacional, los términos de la Ley 12.665, al edificio de la Escuela Normal “José María Torres”, ubicada en la intersección de las calles Monte Caseros y Urquiza de la ciudad de Paraná, provincia de Entre Ríos.
           Artículo 2º.- La Comisión Nacional de Museos y Monumentos y Lugares Históricos, dependiente de la Secretaría de Cultura de la Nación, instrumentará todo lo atinente para la presente ley.
           Artículo 3º.- Comuníquese al Poder Ejecutivo.

            Dada en Sala de Sesiones del Congreso Argentino, en Buenos Aires, a los ocho días del mes de julio del año dos mil nueve.

## Distinción con el Emblema Azul
En el marco de la V Jornada Regional de Patrimonio Cultural, el Ministerio de Defensa de la Nación señalizó con el Emblema Azul de Protección Internacional a la Escuela Normal “José María Torres”. Este Emblema es una distinción creada por la Unesco que busca proteger el patrimonio histórico mundial, siendo el encargado de otorgarlo en el país el Ministerio de Defensa de la nación, dando también reconocimiento a distintos edificios, pinacotecas, archivos, museos y diferentes espacios que sean del patrimonio cultural.
El Emblema o Escudo Azul es un reconocimiento que estableció la Unesco, luego de finalizada la Segunda Guerra Mundial. Su objeto es proteger y salvaguardar el patrimonio cultural mundial que puede ser amenazado por alguna catástrofe, tanto natural como originada por el hombre. Desde el Ministerio de Defensa nacional, se desarrolla el plan de implementación para dar cumplimiento de las obligaciones internacionales asumidas por el Estado Argentino en el marco de la Convención para la Protección de los Bienes Culturales en caso de Conflicto Armado. El organismo fue el encargado de seleccionar a Escuela Normal N.º 1 “José María Torres” como portadora del Escudo Azul por reunir los requisitos que contempla la mencionada Convención para su señalización, conjuntamente con el reconocimiento de su importancia histórica y simbólica para el desarrollo cultural de la República Argentina.

### Primeros docentes del establecimiento
Como se mencionó en la sección anterior los primeros docentes provinieron de Estados Unidos: el director Stearns y su esposa Julia, con los cargos de Director y Regente de Aplicación respectivamente. Julia falleció antes de asumir el cargo.

#### Elenco total de estadounidenses
- Clara Allyn, Franc Allyn, Clara J. Armstrong, Bernice Avery, Sarah M. Boyd, Antoinette Choate, Mary E. Conway, Elizabeth Coolidge, Annette Doolittle, Lucy Doolittle, Sarah Chamberlin de Eccleston, Emily Eccleston, Mary O. Graham, Katharine Grant, Annette Haven, Jennie E. Howard, Alcinda Morrow, Anna A. Rice, Goerge Lane Roberts, George A. Stearns, Julia Adelaide Hope, Sarah Strong, Amy Wade, Susan Wade, Abigail Ward, Mary Youmans.[10]